# Quận Delta, Colorado
Quận Delta là một quận thuộc tiểu bang Colorado, Hoa Kỳ.
Quận này được đặt tên theo một châu thổ (delta) gần cửa sông . Theo điều tra dân số của Cục điều tra dân số Hoa Kỳ năm 2010, quận có dân số 30952 người. Quận lỵ đóng ở Delta.

## Địa lý
Theo Cục điều tra dân số Hoa Kỳ, quận có diện tích 2980 km2, trong đó có km2 là diện tích 17km2 mặt nước.